# Synodontis soloni
Synodontis soloni är en afrikansk, afrotropisk fiskart i ordningen Malartade fiskar som lever endemiskt i Kongo-Kinshasa. Den är främst nattaktiv. Denna fisk kan bli upp till 15,5 cm och lever i strax över tre år.